# Heimaey
A Heimaey a Vestmannaeyjar szigetcsoport legnagyobb és egyetlen lakott tagja, Izlandtól délre található az Atlanti-óceánban. Az Izlandot létrehozó vulkáni vonalnak a jelenkorban legaktívabb szakasza felett fekszik, ezen a szigeten tört ki az Eldfell tűzhányó 1973-ban. A szigettől délre helyezkedik el az 1963-ban született Surtsey vulkán-szigete, északra, pedig, az izlandi szárazföld szélén, az Eyjafjallajökull gleccser-vulkán, ami 2010-ben az európai légi forgalom leállását okozta. A szigeten van az egész szigetcsoport egyetlen települése, Vestmannaeyjabær, azaz a „Vestmanna-szigetek városa”. 

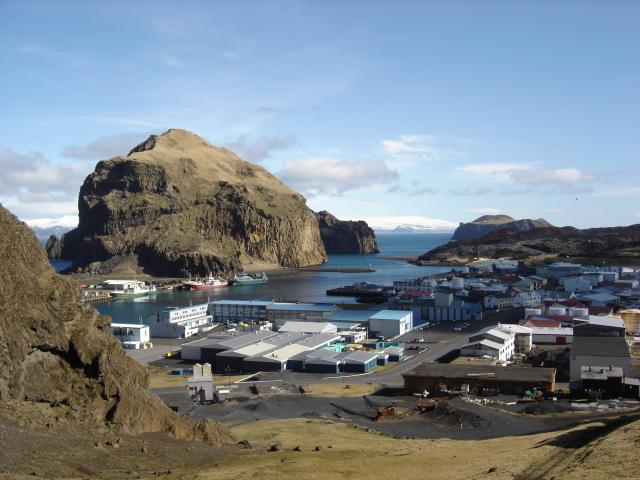
A Heimaklettur a kikötő bejáratánál

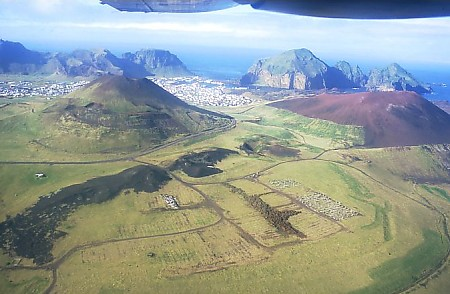
A Helgafell (balra), az Eldfell (jobbra). Az előtérben a sötét sáv az 1973-as kitörés hasadékának nyoma. A háttérben a Heimaklettur

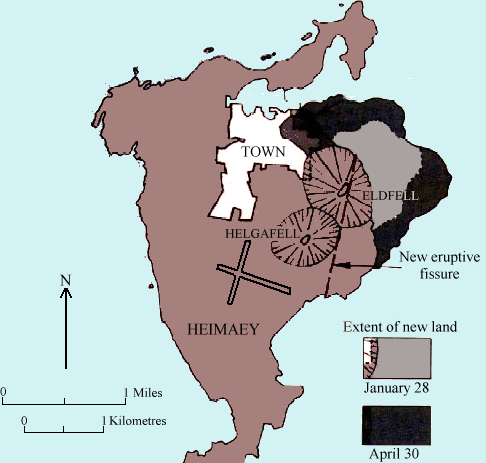
A sziget területének növekedése az 1973-as vulkánkitörés nyomán

## Elnevezése
A sziget izlandi nevének jelentése „hazai” vagy „otthoni” sziget. A kikötő bejáratánál álló hatalmas hegyrög, a Heimaklettur neve is „hazai sziklát” jelent. A hegycsúcs jó navigációs segítséget jelentett már a korai időkben is a viharos, ködös időjárással küzdő hajósoknak.

## Földrajza
A sziget északi oldalán álló hegyek, „sziklák”, köztük a Heimaklettur, a sziget legmagasabb csúcsa, mintegy 10-12 ezer évvel ezelőtt emelkedtek ki a tengerből. A sziget déli része, a Helgafell vulkánnal 5-6000 évvel ezelőtt alakult ki. A déli rész és az északi szirtek között jött létre az a mély öböl, természetes kikötő, ami a sziget gazdasági jelentőségét adja. Itt van annak a halászflottának a bázisa, ami a környező tengerrészek rendkívül gazdag halállományát aknázza ki. Az Eldfell 1973-as kitörése egy ideig azzal veszélyeztetett, hogy elzárja a kikötőt, és így megfosztja gazdasági létalapjától a sziget lakosságát. Végül azonban a kikötő bejárata csak beszűkült, és így az még védettebbé vált az itt oly gyakori nagy viharoktól.